# JAMEX
JAMEX (Salvador, 23 de maio de 2001) é um artista e pintor brasileiro, radicado em Salvador. Um dos expoentes mais notáveis dos movimentos contemporâneos insurgentes na juventude criativa e multicultural de Salvador, suas obras neo-expressionistas ilustram esses diálogos e a forma como essas experiências moldam sua visão artística. Representado por Victor Valery, JAMEX também faz parte da organização artística VANDL ART.

## Vida e obra
JAMEX nasceu em 23 de maio de 2001 e foi criado no Nordeste de Amaralina, em Salvador, na capital da Bahia. Iniciou sua carreira aos 10 anos, desde então criando obras elaboradas com suportes e técnicas muitas vezes não convencionais para o mercado da arte tradicional, resultado da síntese de vivências na cidade onde vive. Em 2023 JAMEX foi premiado pela lista MOOC 100, uma parceria entre o veículo hypebeast e a agência de criativos negros MOOC, como destaque na categoria de artes visuais.

## Carreira
Em 2021 JAMEX apresentou, a convite de Maria Marighella, sua primeira exposição solo, com curadoria de Victor Valery, intitulada "Fim do Medo", no Centro de Cultura Vereador Manuel Querino, vinculado à Câmara Municipal de Salvador.
No ano seguinte, a convite do curador Daniel Rangel, ele se tornou o artista mais jovem a integrar o acervo permanente do Museu de Arte Moderna da Bahia (MAM Bahia), cuja obra "Discrepância" teve destaque na exposição "Encruzilhadas". Também participou da coletiva "Minh'alma Cativa", com curadoria de Ana Carla Soler, no Centro Cultural da Diversidade, em São Paulo, além de marcar presença na Feira ArtRio 2022 no stand da Galeria Asfalto, no Rio de Janeiro. Ainda em 2022, o artista esteve presente na coletiva Paralela.22, com curadoria de Junior Negão, na Ghetto Colletiv, no Rio de Janeiro. 
Em 2023, em comemoração aos 70 anos do Banco do Nordeste, JAMEX, juntamente com outros artistas emergentes de Salvador, foram integrados à coleção da instituição, cujas novas aquisições ficariam expostas no Palacete das Artes, em Salvador, para apreciação do público. Em março do mesmo ano JAMEX teve sua primeira exposição individual no exterior, na Baró Galeria, em Palma de Mallorca, Espanha. Intitulada "JAMEX como uma ideia" e com curadoria de Victor Valery, a mostra garantiu a participação de JAMEX na Feira ARCOmadrid, também a convite da Baró Galeria.

## Estilo
O estilo de JAMEX é marcado pela síntese de vivências urbanas e técnicas não convencionais. Ele utiliza pintura, desenho, colagem, grafite, lambe-lambe e objetos encontrados, como madeira, metal, vidro, tecido.